# Villányium
A villányium a pliocén és pleisztocén fordulójának neve, a magyarországi faunára alapozott korszakolás része. Kezdete a felső pliocénre, vége az alsó pleisztocénre tehető. Megelőzi a csarnótánum (középső pliocén) és követi a biharium (alsó pleisztocén második fele és középső pleisztocén) fauna. A villányium faunakorszaka körülbelül megegyezik a kainozoikumi eljegesedés kezdeti lehűlési periódusával, az Alpok térségének Biber-glaciálisával (Biber) és a Biber–Duna-interglaciálisával, de a faunaváltozás kezdete kissé megelőzi az eljegesedés kezdetét. Az alsó villányium a pliocénre eső rész, ennek neve beremendium, a pleisztocénre eső felső villányium a kislángium. A villányium idején a Kárpát-medencében még nem tapasztalható az eljegesedésre utaló éghajlati változás.
Jellemzője a vöröses színű agyagok képződése, ami száraz és meleg éghajlatra utal, emellett azonban már finomszemű löszök is keletkeznek, ami a távoli gleccseriszapok szél általi szállításával jön létre. A lösz lassan túlsúlyba kerül, a dunaföldvári formáció vörös agyagja feküként szolgál a villányium idősebb löszeinek. A meleg és száraz éghajlatot a Kretzoi Miklós által „tevés-struccos faunának” nevezett őslénytani anyag is alátámasztja. A beremendium folyamán mind a csapadékmennyiség, mind az átlaghőmérséklet lassan, de folyamatosan csökkent. Az üledékképződésben jól követhető az éghajlatváltozás a kőzetek esetében is. A mésztartalom miatt fakó, helyenként mészeres, vörösagyagot váltja a lösz, esetenként a vörösagyag travertinóba megy át. Pécsi Márton a Duna 6. és 7. teraszának kialakulását kötötte ehhez az időszakhoz. A Kárpát-medencében ekkor befejező szakaszához érkezett a bazaltvulkanizmus, bár egyes térségekben a pleisztocén közepéig még folytatódott.
Az állatvilágban a villányium kezdetét az erdei állattársulások helyett ligeterdők és puszták élővilágának váltása jellemzi. Az egérfélék visszaszorulása feltűnő, amíg a csarnótai fauna leggyakoribb leletei egerek, addig a villányiumban ritkasággá válnak. Ezzel szemben a cickányok szinte minden csarnótaiból ismert neme áthúzódik a villányiumba is. A valódi mókusok helyét ürgefélék foglalják el, megritkulnak a pelék is. A masztodonok ugyanolyanok, mint a korábbi időszakokban. Eltűntek a pocokformák, de csak a beremendiumban, a kislángium idején tömegesen szaporodtak. A majmokat csak a makákók képviselték. Több farkas és rókafaj, valamint a menyétfélék alkotják a ragadozók többségét. A csarnótai és villányium állatvilágának egyik legegyértelműbb elkülönítési lehetősége a lófélék körében adódik. A csarnótaiban még egyetlen lóféle sincsen, a villányiumban villámgyorsan terjedt a Hipparion nem és az észak-amerikai valódi, már egyujjú lovak (Allohippus, Macrohippus). A tevefélék szintén Észak-Amerikából vándoroltak be és jelentősen szaporodtak a szarvasfélék fajai is. Fontos nemei az Eucladoceus, Libralces és az Orthogonoceros. Hasonlóképp a tulokformák is terjedtek, főleg a Leptobos nem fajai.